# Asokolái
Asokolái (del ruso: Ассоколай) es un aúl del raión de Teuchezh en la república de Adiguesia de Rusia. Está situado a orillas del río Marta, 8 km al sudeste de Ponezhukái y 57 km al noroeste de Maikop, la capital de la república. Tenía 1 563 habitantes en 2010.
Es centro administrativo del municipio Asokolaiskoye, al que pertenece asimismo Krásnoye.

## Historia
El aul fue fundado en 1850. Hasta la década de 1870 era conocido como Emzukai